# Príncipe federal
Príncipe Federal (em alemão:  Bundesfürsten, "Príncipes da Federação") foi o termo genérico para os chefes de estado reais (monarcas) dos vários estados que compunham o Império Alemão, com exceção dos estados que eram repúblicas e da Alsácia-Lorena, que tinham um status especial. O império era um estado federal, com seus estados constituintes permanecendo estados soberanos. Entre os estados, a maioria era monarquias, três estados eram repúblicas e a Alsácia-Lorena era um território imperial governado por um chefe de estado. Os estados se tornaram parte do Império Alemão por um tratado de 1871. O chefe do império recebeu o título de Imperador Alemão (com o título "Imperador da Alemanha" sendo deliberadamente evitado) e era simultaneamente um príncipe federal como rei da Prússia, o soberano de seu maior estado federal. Dos chefes de estado principescos, quatro detinham o título de rei (König) (reis da Prússia, Baviera, Saxônia e Württemberg), seis detinham o título de grão-duque (Großherzog), cinco detinham o título de duque (Herzog) e sete detinha o título Príncipe (i.e. Príncipe Soberano, Fürst). Os chefes de estado das repúblicas da cidade, onde os conceitos de nobreza e realeza não existiam, eram iguais aos príncipes federais e possuíam os títulos Primeiro Prefeito e Presidente do Senado (Hamburgo), Prefeito e Presidente do Senado (Lübeck) e Presidente do Senado e Prefeito (Bremen). Os chefes de estado das repúblicas da cidade eram considerados primi inter pares entre os senadores, de acordo com as constituições republicanas dos estados, e esses estados eram governados por uma oligarquia de Grand Burghers hereditários, também conhecidos como hanseáticos ou patrícios.
No total, havia 22 príncipes federais do Império Alemão e, além disso, três chefes de estado republicanos e o chefe de estado da Alsácia-Lorena.
A relação entre o imperador alemão e os (outros) príncipes federais piorou rapidamente após a ascensão de Guilherme II ao trono. Muitos príncipes federais sentiram que Guilherme II os tratava como meros vassalos, quando na verdade eram monarcas soberanos de estados que voluntariamente haviam entrado em uma monarquia federal. Por esse motivo e por causa de sua aversão pessoal ao imperador, os príncipes federais tendiam a evitar a corte imperial em Berlim.